# تپه خرمن جا کاغه
تپه خرمن جا کاغه مربوط به سده‌های میانه دوران‌های تاریخی پس از اسلام است و در شهرستان دورود، بخش سیلاخور، دهستان سیلاخور، ضلع شرقی روستای کاغه واقع شده و این اثر در تاریخ ۲۸ شهریور ۱۳۸۶ با شمارهٔ ثبت ۱۹۵۵۸ به‌عنوان یکی از آثار ملی ایران به ثبت رسیده است.